# خوسيه أنطونيو روكا
خوسيه أنطونيو روكا (بالإسبانية: José Antonio Roca)‏ (24 مايو 1928 بمدينة مكسيكو في المكسيك - 4 مايو 2007 بمدينة مكسيكو في المكسيك) هو مدرب كرة قدم ولاعب كرة قدم مكسيكي في مركز الدفاع، شارك في كأس العالم 1950 وكأس العالم 1954 وكأس العالم 1958. وشارك مع منتخب المكسيك لكرة القدم. أما مع النوادي، فقد لعب مع أتلانتي إف سي ونادي نيكاكسا وزاكاتيبيك وAsturias F.C. ‏.

## وصلات خارجية
- خوسيه أنطونيو روكا على موقع الاتحاد الدولي (مؤرشف)  (الإنجليزية)
- خوسيه أنطونيو روكا على موقع قاعدة بيانات كرة القدم.إي يو (الإنجليزية)
- خوسيه أنطونيو روكا على موقع ناشيونال فوتبول تيمز (الإنجليزية)
- خوسيه أنطونيو روكا على موقع Soccerway.com (الإنجليزية)
- خوسيه أنطونيو روكا على موقع عالم كرة القدم.نت (الإنجليزية)